# Mandelberg
Mandelberg är ett lättare bakverk som innehåller äggvita, socker och mandlar.
Det ursprungligen franska bakverket Suèdois (i Sverige kallat "mandelberg") uppmärksammades av Charles Emil Hagdahl i hans verk "kokkonsten", under 1800-talet.